# Gianluca Del Monte
Gianluca Del Monte (Pesaro, 3 marzo 1958 – 27 agosto 2019) è stato un cestista italiano.

## Palmarès
- Coppa delle Coppe: 1

V.L. Pesaro: 1982-83
- Coppa Italia: 1

Pesaro: 1985